# Детско-юношеская спортивная школа
Спортивная школа — вид образовательного учреждения дополнительного образования детей в СССР, России, стран СНГ, а также некоторых других стран Азии и Центральной Америки для подготовки юных спортсменов и приобщения к массовой физической культуре детей и молодёжи от 6 до 18 лет. Практически все советские олимпийские чемпионы и чемпионы мира и Европы делали свои первые шаги в спорте именно в ДЮСШ.
Встречаются также аббревиатуры ДЮСШОР (детско-юношеская спортивная школа олимпийского резерва) и КСДЮСШОР (комплексная специализированная ДЮСШОР).

## История

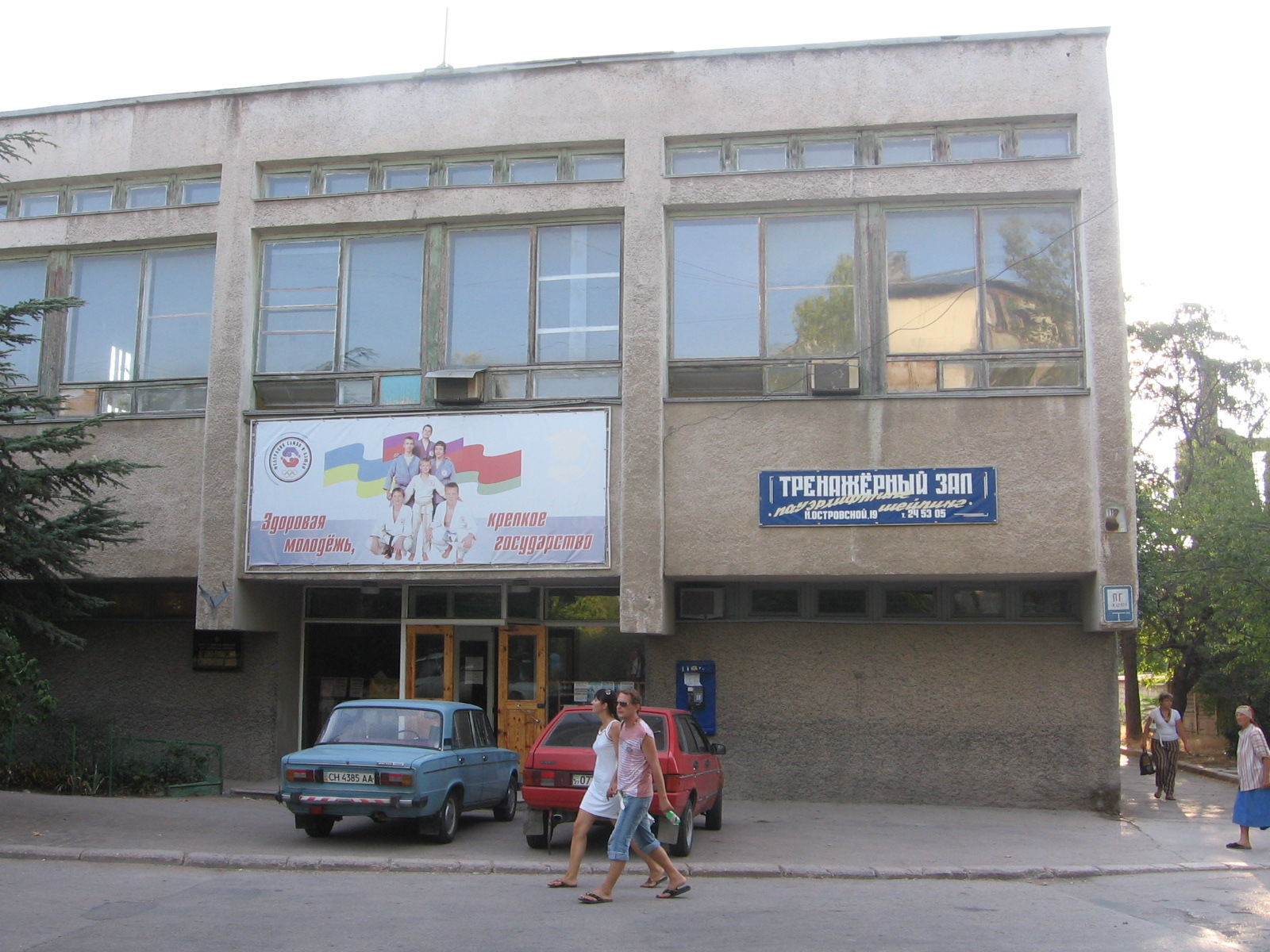
Детско-юношеская спортивная школа Комитета по физической культуре и спорту Севастопольского горисполкома

Будучи уникальным советским явлением, система детско-юношеских спортивных школ возникла в 1930-е годы. В 1934 году был построен Стадион «Юных пионеров» в Москве, первое специализированное физкультурно-спортивное внешкольное учреждение в СССР. В том же году при ПСО «Динамо» возник первый детский коллектив «Юный динамовец», который стал прообразом спортшкол при спортивных обществах.
В 1935—1936 годах открываются первые спортивные школы в Москве, Ленинграде и других городах СССР, они создаются и действуют на основе типового положения, утвержденного Центральным Советом спортивных обществ и организаций СССР.
К 1940-м годам в СССР работали десятки спортивных школ при спортивных обществах «Динамо», «Спартак», ЦСКА, профсоюзов, ОСОАВИАХИМа, а также в системе образования.
В послевоенный период ДЮСШ неоднократно реорганизовывались: передавались из ведения спортивных обществ и профсоюзов в систему образования и систему органов по делам физической культуры и спорта, и наоборот. Росло число школ олимпийского резерва, готовивших юных спортсменов к спорту высших достижений. Расширялся диапазон видов спорта и отделения по видам спорта, ориентированных не только на олимпийские виды спорта, но и национальные виды, а также туризм, ориентирование и иные виды спорта, не включенные в программу Олимпийских игр.
На конец 1990 года в СССР действовало 9280 спортшкол, в которых занимались 5066 тысяч детей и подростков.
В 2014 году в России работало около 4800 спортивных школ, из них СДЮШОР — 1055, ДЮСШ — 3780, в которых занималось 3 171 523 человека.

## Виды
Сегодня существуют несколько видов спортивных школ (СШ):
- Детско-юношеские спортивные школы (ДЮСШ);
- Специализированные детско-юношеские (спортивные) школы олимпийского резерва (СДЮСШОР);
- Детско-юношеские спортивно-адаптивные школы (ДЮСАШ);
- спортивные школы (СШ);
- спортивные школы олимпийского резерва (СШОР)

Школы различаются также по:
- формам собственности: государственные, муниципальные, общественные организации.
- видам спорта.

## В популярной культуре

### Кинематограф
- Девушка и Гранд
- Пропало лето
- В начале игры
- Вторая попытка Виктора Крохина